# Damián Lizio
Damián Emmanuel Lizio (Florida, Provincia de Buenos Aires, Argentina; 30 de junio de 1990) es un futbolista argentino nacionalizado boliviano. Juega como delantero y su primer equipo fue River Plate.

## Trayectoria
Arrancó a los 4 años, en un club de Baby Fútbol llamado Unión de Boulogne, después jugó hasta los 12 en el Club La Meca. Estuvo por muchos clubes de FAFI (Federación Amistad Fútbol Infantil) en la A, y un recuerdo muy lindo del Baby lo tiene con Platense, con quien logró salir por primera vez campeones en las categorías 88 y 89. Nació en el 89, pero jugaba en las dos y fue goleador ese año. Llegó a River gracias a una prueba a la que lo llevó Daniel Messina, y ahí lo vieron José Curti -integrante de La Máquina- y Eduardo Abrahamian exjugador de River, San Lorenzo y Deportivo Armenio, técnico que lo fichó cuando todavía no había ningún 89 en los torneos de AFA.  
Lizio hizo su debut a los 18 años el día 10 de noviembre de 2007 en la derrota de su equipo ante el Huracán por 2 a 1 en calidad de visitante, demostrando ser un jugador diferente.
En enero de 2009 participó del Campeonato Sudamericano Sub-20 llevado a cabo en Venezuela.
El 8 de agosto de 2009 se confirmó su pase de River Plate al Córdoba C.F. en calidad de cedido al terminar la temporada, regresa a su club de origen River Plate. En el mes de septiembre se confirma su fichaje por el Anorthosis Famagusta de Chipre. El 31 de enero de 2011 es transferido al Bolívar de Bolivia. Tras tener destacadas actuaciones en la Copa Libertadores y en la Liga Boliviana despertó el interés de varios clubes de Sudamérica.
En 2013 se incorpora a Unión de Santa Fe para afrontar el Torneo Final. Debuta con la casaca tatengue el 16 de febrero de 2013 en un partido contra Godoy Cruz de Mendoza. Su primer gol en la institución lo convierte el 3 de marzo de 2013 contra Boca Juniors. En ese partido el equipo tatengue goleo 3-1 a Boca en La Bombonera en la vuelta de Juan Román Riquelme al equipo comandado por Carlos Bianchi, cortando de esta manera una pésima racha (la segunda peor racha de la historia del fútbol argentino) de 26 partidos sin ganar. Su segundo gol se lo convierte de penal en el clásico ante Colón de Santa Fe en el Estadio 15 de Abril sin público local ni visitante, el partido terminó 1 a 0 a favor de Unión. En 30 de junio de 2013 llega a Kuwait al club Al-Arabi. A principios de 2014, Lizio volvió del préstamo y se desempeñó como jugador de Bolívar en Bolivia. El 31 de enero de 2014 Damian Lizio obtuvo la nacionalidad boliviana.
El 25 de junio de 2014 se oficializa su llegada a O'Higgins de la Primera División de Chile.

## Selección nacional

### Argentina
En el año 2009 integró la Selección Argentina Sub-20 que disputó el Sudamericano de Venezuela. En dicho torneo el equipo dirigido por Sergio Batista superó la primera fase pero no logró clasificar al Mundial de Egipto al quedar en el último lugar en la fase final.

### Bolivia
En enero de 2014, Lizio obtuvo la nacionalidad boliviana al contraer matrimonio con una ciudadana de aquel país y ese mismo año fue convocado por el técnico Xabier Azkargorta para defender por primera vez la camiseta de la Selección del altiplano: su debut con la Verde se produjo el 14 de octubre en un amistoso ante Chile que terminó empatado 2-2.
Al año siguiente logró meterse en la lista de 23 jugadores que disputaron la Copa América de Chile, donde la Selección de Bolivia quedó eliminada en cuartos de final tras perder 2-1 ante Perú.

## Estadísticas
- Actualizado al 13 de mayo de 2023

### Clubes
| Club                         | Div.                | Temporada           | Liga | Liga | Copa Nacional | Copa Nacional | Copa Internacional | Copa Internacional | Total | Total |
| Club                         | Div.                | Temporada           | PJ   | G    | PJ            | G             | PJ                 | G                  | PJ    | G     |
| ---------------------------- | ------------------- | ------------------- | ---- | ---- | ------------- | ------------- | ------------------ | ------------------ | ----- | ----- |
| River Plate Argentina        |                     |                     |      |      |               |               |                    |                    |       |       |
| 1.ª                          | 2007/08             | 2                   | 0    | -    | -             | -             | -                  | 2                  | 0     |       |
| 1.ª                          | 2008/09             | 1                   | 0    | -    | -             | -             | -                  | 1                  | 0     |       |
| Total                        | Total               | 3                   | 0    | -    | -             | -             | -                  | 3                  | 0     |       |
| Córdoba · España             |                     |                     |      |      |               |               |                    |                    |       |       |
| 2.ª                          | 2009/10             | 14                  | 0    | -    | -             | -             | -                  | 14                 | 0     |       |
| Total                        | Total               | 14                  | 0    | -    | -             | -             | -                  | 14                 | 0     |       |
| Anorthosis Famagusta Chipre  |                     |                     |      |      |               |               |                    |                    |       |       |
| 1.ª                          | 2010/11             | 11                  | 2    | -    | -             | -             | -                  | 11                 | 2     |       |
| Total                        | Total               | 11                  | 2    | -    | -             | -             | -                  | 11                 | 2     |       |
| Bolívar · Bolivia            |                     |                     |      |      |               |               |                    |                    |       |       |
| 1.ª                          | 2011/12             | 38                  | 4    | -    | -             | 8             | 1                  | 46                 | 5     |       |
| 1.ª                          | 2012/13             | 23                  | 3    | -    | -             | 2             | 0                  | 25                 | 3     |       |
| 1.ª                          | 2013/14             | 12                  | 3    | -    | -             | 3             | 0                  | 15                 | 3     |       |
| 1.ª                          | 2015/16             | 15                  | 3    | -    | -             | 2             | 0                  | 17                 | 3     |       |
| 1.ª                          | 2018                | 11                  | 2    | -    | -             | 3             | 0                  | 14                 | 2     |       |
| Total                        | Total               | 99                  | 15   | -    | -             | 18            | 1                  | 117                | 16    |       |
| Unión Argentina              |                     |                     |      |      |               |               |                    |                    |       |       |
| 1.ª                          | 2012/13             | 16                  | 2    | 1    | 0             | -             | -                  | 17                 | 2     |       |
| Total                        | Total               | 16                  | 2    | 1    | 0             | -             | -                  | 17                 | 2     |       |
| Al-Arabi Kuwait              |                     |                     |      |      |               |               |                    |                    |       |       |
| 1.ª                          | 2013/14             | 8                   | 1    | -    | -             | -             | -                  | 8                  | 1     |       |
| Total                        | Total               | 8                   | 1    | -    | -             | -             | -                  | 8                  | 1     |       |
| O'Higgins · Chile            |                     |                     |      |      |               |               |                    |                    |       |       |
| 1.ª                          | 2014/15             | 27                  | 1    | 4    | 2             | -             | -                  | 31                 | 3     |       |
| Total                        | Total               | 27                  | 1    | 4    | 2             | -             | -                  | 31                 | 3     |       |
| Botafogo · Brasil            |                     |                     |      |      |               |               |                    |                    |       |       |
| 1.ª                          | 2016                | 5                   | 1    | -    | -             | -             | -                  | 5                  | 1     |       |
| 1.ª                          | 2016                | 0                   | 0    | 2    | 0             | -             | -                  | 2                  | 0     |       |
| Total                        | Total               | 5                   | 1    | 2    | 0             | -             | -                  | 7                  | 1     |       |
| Oriente Petrolero · Bolivia  |                     |                     |      |      |               |               |                    |                    |       |       |
| 1.ª                          | 2016/17             | 30                  | 2    | -    | -             | 4             | 0                  | 34                 | 2     |       |
| Total                        | Total               | 30                  | 2    | -    | -             | 4             | 0                  | 34                 | 2     |       |
| Persebaya Surabaya Indonesia |                     |                     |      |      |               |               |                    |                    |       |       |
| 1.ª                          | 2019                | 14                  | 2    | 11   | 4             | -             | -                  | 25                 | 6     |       |
| Total                        | Total               | 14                  | 2    | 11   | 4             | -             | -                  | 25                 | 6     |       |
| Royal Pari · Bolivia         |                     |                     |      |      |               |               |                    |                    |       |       |
| 1.ª                          | 2020                | 20                  | 3    | -    | -             | -             | -                  | 20                 | 3     |       |
| Total                        | Total               | 20                  | 3    | -    | -             | -             | -                  | 20                 | 3     |       |
| Wilstermann · Bolivia        |                     |                     |      |      |               |               |                    |                    |       |       |
| 1.ª                          | 2021                | 20                  | 3    | -    | -             | 4             | 0                  | 24                 | 3     |       |
| Total                        | Total               | 20                  | 3    | -    | -             | 4             | 0                  | 24                 | 3     |       |
| Real Santa Cruz · Bolivia    |                     |                     |      |      |               |               |                    |                    |       |       |
| 1.ª                          | 2022                | 29                  | 3    | -    | -             | -             | -                  | 29                 | 3     |       |
| Total                        | Total               | 29                  | 3    | -    | -             | -             | -                  | 29                 | 3     |       |
| All Boys Argentina           |                     |                     |      |      |               |               |                    |                    |       |       |
| 2.ª                          | 2023                | 9                   | 0    | 0    | 0             | -             | -                  | 9                  | 0     |       |
| Total                        | Total               | 9                   | 0    | 0    | 0             | -             | -                  | 9                  | 0     |       |
| Total en su carrera          | Total en su carrera | Total en su carrera | 305  | 35   | 18            | 6             | 26                 | 1                  | 349   | 42    |

### Selecciones
| Selección                                                      | Año                 | Amistosos | Amistosos | Sudamérica(1) | Sudamérica(1) | Mundial | Mundial | Total | Total |
| Selección                                                      | Año                 | PJ        | G         | PJ            | G             | PJ      | G       | PJ    | G     |
| -------------------------------------------------------------- | ------------------- | --------- | --------- | ------------- | ------------- | ------- | ------- | ----- | ----- |
| Sub-20 Argentina                                               |                     |           |           |               |               |         |         |       |       |
| 2009                                                           | -                   | -         | 4         | 0             | -             | -       | 4       | 0     |       |
| Total                                                          | -                   | -         | 4         | 0             | -             | -       | 4       | 0     |       |
| Absoluta · Bolivia                                             |                     |           |           |               |               |         |         |       |       |
| 2014                                                           | 2                   | 1         | -         | -             | -             | -       | 2       | 1     |       |
| 2015                                                           | 2                   | 0         | 6         | 0             | -             | -       | 8       | 0     |       |
| 2016                                                           | -                   | -         | 1         | 0             | -             | -       | 1       | 0     |       |
| Total                                                          | 4                   | 1         | 7         | 0             | -             | -       | 11      | 1     |       |
| Total en su carrera                                            | Total en su carrera | 4         | 1         | 11            | 0             | -       | -       | 15    | 1     |
| (1) Incluye Sudamericano Sub-20, Copa América y Eliminatorias. |                     |           |           |               |               |         |         |       |       |

## Palmarés

### Campeonatos nacionales
| Título                      | Club        | País      | Año    |
| --------------------------- | ----------- | --------- | ------ |
| Primera División            | River Plate | Argentina | C-2008 |
| Primera División de Bolivia | Bolívar     | Bolivia   | A-2011 |